# فلورنسا لي
فلورنسا لي (و. 1907 – 1992 م) هي قسيسة صينية، ولدت في هونغ كونغ البريطانية، توفيت في تورونتو، عن عمر يناهز 85 عاماً.